# Andreï Makine

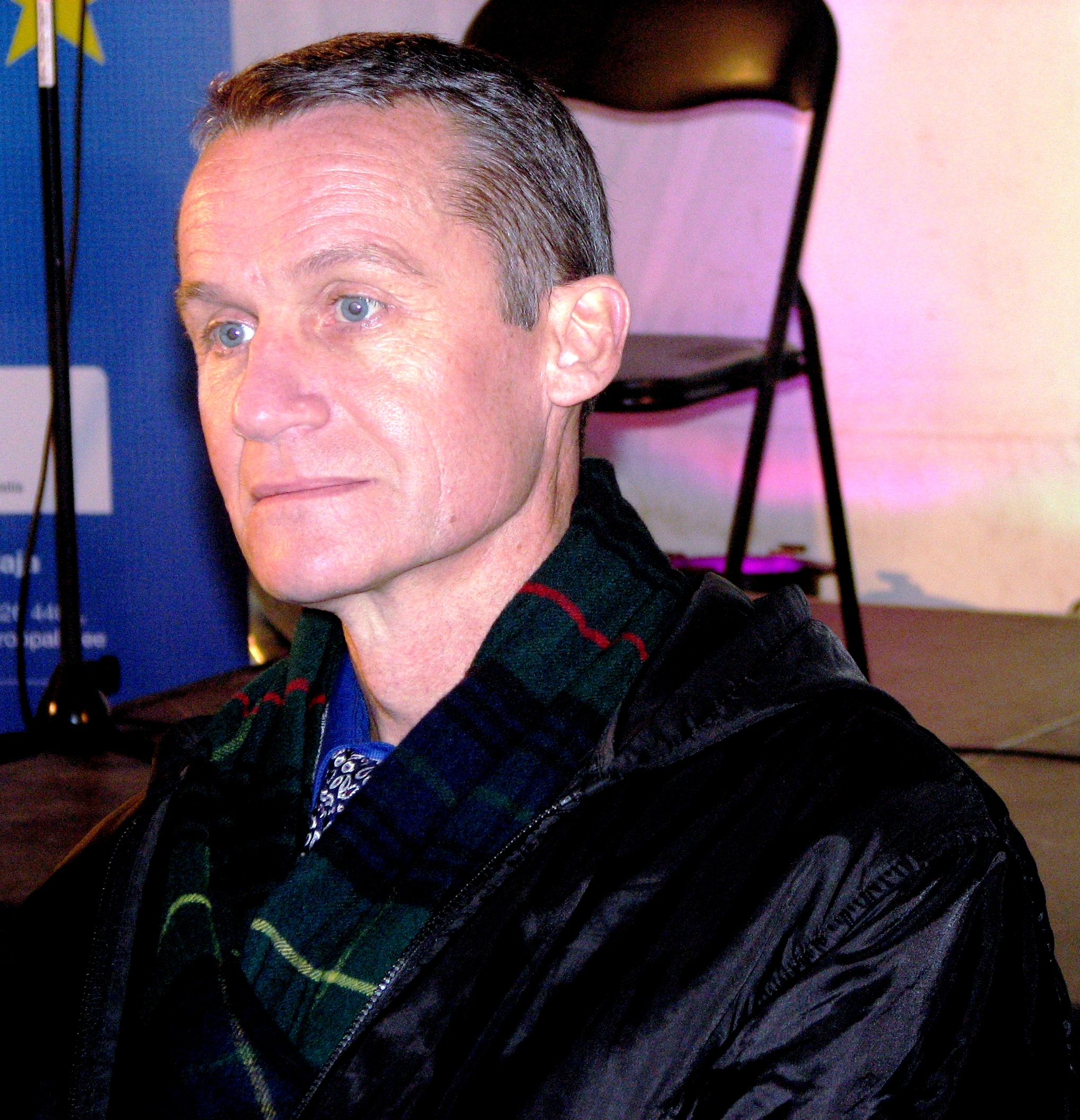
Andreï Makine (2010)

Andreï Makine (Krasnojarsk, 10 september 1957) is een Frans schrijver van Russische afkomst. Hij publiceerde ook een aantal romans onder het pseudoniem Gabriel Osmonde. 

## Leven
Makine werd geboren in Krasnojarsk en groeide op in Penza. Hij leerde al vroeg Frans van zijn uit Frankrijk afkomstige grootmoeder (en volgens Makine zelf ook van een vriend) en schreef al op jonge leeftijd gedichten in het Russisch zowel als het Frans. Makine studeerde onder andere filologie en filosofie in Tver, Moskou en Novgorod.
In 1987 reisde hij naar Frankrijk in het kader van een uitwisselingsprogramma voor docenten en besloot er asiel aan te vragen. Sindsdien leeft hij als schrijver in Parijs.
In maart 2016 werd Makine verkozen tot lid Van de Académie française. Hij is daarmee het jongste lid dat ooit werd verkozen.

## Werk
Na de teleurstellende ontvangst van zijn eerste romans, brak Makine in 1995 door met zijn grootse roman Het Franse testament, waarvoor bij de prestigieuze Prix Goncourt, de Prix Goncourt des lycéens en de Prix Médicis ontving. In Het Franse testament vertelt een grootmoeder haar kleinzoon tijdens de Russische winters fascinerende verhalen over het mythische Frankrijk van haar jeugd. Zijn teleurstelling is groot als hij later ontdekt dat het echte Frankrijk heel anders is dan hij dacht. Leven tussen twee werelden stelt hem echter in staat de dingen beter te zien.
Veel waardering kreeg Makine ook voor zijn Requiem voor Rusland (2000), waarin een ex-spion vertelt van en terugblikt op het leven van zijn vader en grootvader, en zo een prachtig beeld schetst van het Rusland in de vorige eeuw, ingenieus gekoppeld aan een spannende zoektocht naar zijn verdwenen vriendin.
Makine paart in zijn romans veelal nostalgie, mooie natuurbeschrijvingen en filosofische beschouwingen aan een spannende verhaallijn, hetgeen boeiende romans oplevert, voor een relatief breed publiek. Zijn werken zijn in vele landen vertaald, nagenoeg allemaal ook in het Nederlands, bij Uitgeverij De Geus.

## Trivia
- Op 15 mei 2009 was Andreï Makine in Amstelveen voor de wereldpremière van de door Murielle Lucie Clément geregisseerde theateropvoering van De wereld volgens Gabriël en toonde zich bijzonder enthousiast.
- Typerend citaat van Makine: Ideologische discussies interesseren me niet. Je moet de mens laten zien